# The Extended Phenotype
The Extended Phenotype (El fenotip estés) és un assaig del biòleg Richard Dawkins publicat el 1982. En aquesta obra Dawkins exposa la seua teoria que els organismes vius són màquines de supervivència construïdes pels gens per a maximitzar les seues oportunitats de replicació.

## Contingut

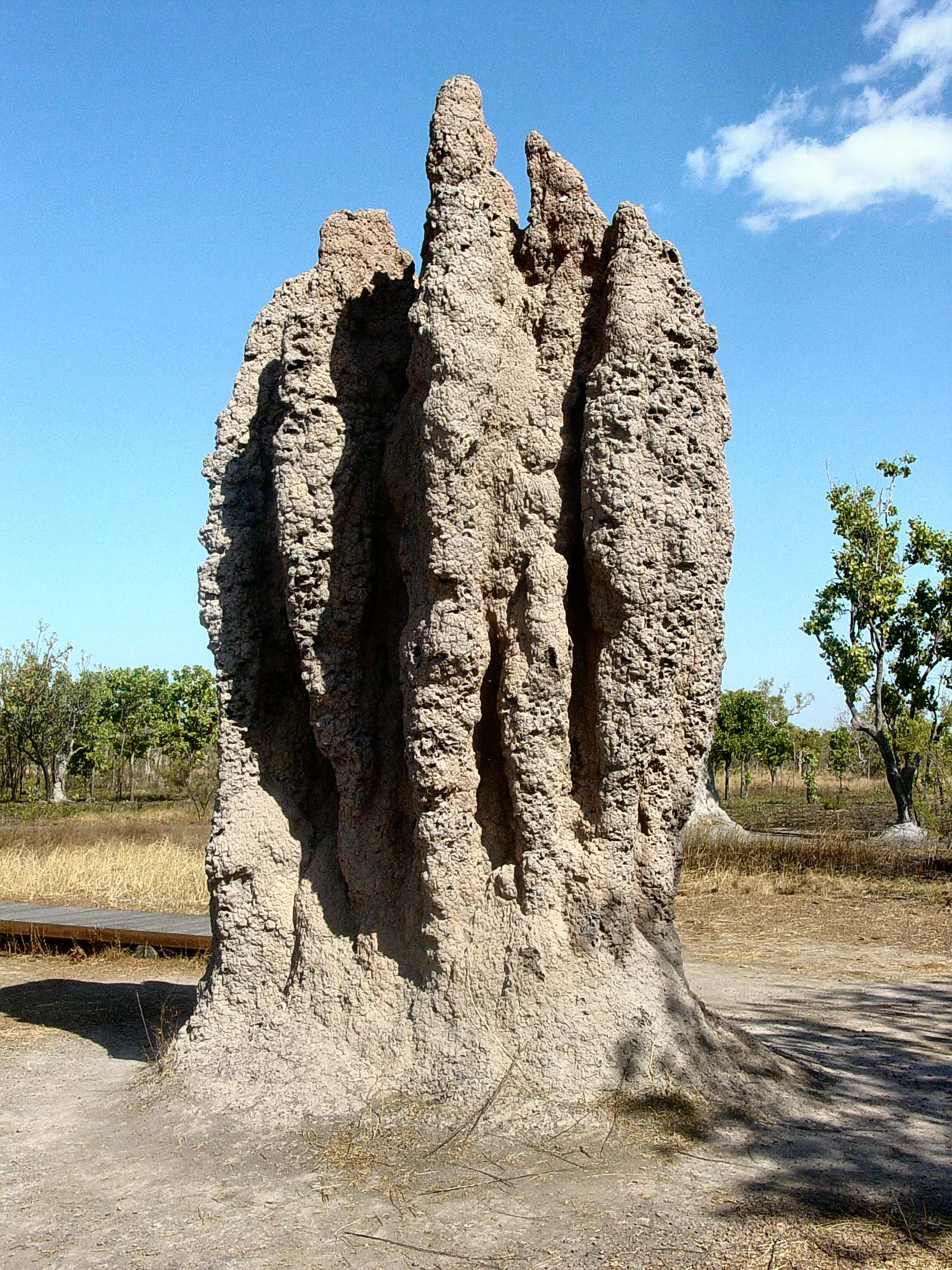
Asutitermes corniger, un cupim, petit animal amb un gran fenotip estés

En una exposició més tècnica i detallada, Richard Dawkins en aquest nou llibre refuta les crítiques a la idea del gen egoista i esclareix els malentesos sobre l'assaig anterior.
En la major part de l'obra, però, argumenta que l'única cosa que els gens controlen directament és la síntesi de proteïnes. R. Dawkins apunta l'arbitrarietat que és restringir la idea del fenotip només per a l'expressió fenotípica dels gens d'un organisme en el cos. L'autor amplia la idea que un gen té influència en l'ambient en què viu l'organisme per la manera com el gen manipula el comportament d'aquest organisme.
Dawkins, doncs, té com objectiu enfortir la visió de vida centrada en el gen. En el capítol final, titulat "Redescobrint l'organisme", el concepte de fenotip estés es va generalitzar en una visió d'evolució centrada en l'organisme amb el concepte de construcció de nínxol, en el cas en què la pressió de la selecció natural puga ser modificada pels organismes durant el procés evolutiu.